# Abdijmolen (Ninove)
De Abdijmolen is een voormalige watermolen in de Oost-Vlaamse stad Ninove, gelegen aan Dam 32.
Deze onderslagmolen op de Beverbeek fungeerde als korenmolen.

## Geschiedenis
In de 12e eeuw was er al een watermolen op de Beverbeek, in bezit van de Abdij van Sint-Cornelius en Sint-Cyprianus te Ninove. De Beverbeek moest ook de stadsgracht voeden en er was voor molen en gracht vaak te weinig water, reden waarom uiteindelijk een sluis gebouwd werd om het water te verdelen. In 1685 werd een nieuw molenhuis gebouwd in baksteen en zandsteen. In 1785 werd de watermolen verbonden met de Abdijpoort.
Later werd de Beverbeek gedempt. In de 19e eeuw kwam er een brouwerij in het molenhuis die uiteindelijk ook gesloten werd. In de 20e eeuw werd een deel van het gebouw gerenoveerd en vervangen door nieuwbouw. Hier kwam een kantoor in. Enkel het gedeelte waar zich ooit het waterrad bevond bleef nog origineel intact.